# HMS Acheron (1930)
HMS Acheron – brytyjski niszczyciel typu A z lat 30. XX wieku. Nosił znak burtowy H-45. Brał udział w II wojnie światowej, podczas której zatonął w 1940 na minie.

## Budowa i modernizacje
HMS „Acheron” należał do typu A – pierwszego typu brytyjskich standardowych niszczycieli z lat 30. grupy typów A-I. Zamówiono go w stoczni Thornycroft w Woolston (część Southampton) 29 maja 1928 (pozostałe okręty tego typu zamówiono 6 marca 1928). Stępkę pod jego budowę położono 29 października 1928, a kadłub wodowano 18 marca 1930. Okręt ukończono dopiero 13 października 1931, około półtora roku po pozostałych, z uwagi na problemy z siłownią. W odróżnieniu od innych niszczycieli tego typu, zainstalowano na nim eksperymentalnie kotły Thornycroft o wyższym ciśnieniu pary (35 at) oraz bardziej skomplikowaną siłownię, zawierającą dodatkowe turbiny średniego ciśnienia ze stopniem dla prędkości krążowniczej . Siłownia była bardziej ekonomiczna , lecz kotły i turbiny wykazywały spore problemy z niezawodnością w toku eksploatacji okrętu.  
Uzbrojenie okrętu odpowiadało niszczycielom typu A. Główne uzbrojenie stanowiły cztery armaty kalibru 120 mm, rozmieszczone po dwa na dziobie i rufie, w superpozycji. Do obrony przeciwlotniczej służyły dwa automatyczne działka 40 mm Vickers Mark II (tzw. pom-pom) na platformie między kominami. Na śródokręciu niszczyciel posiadał dwa poczwórne aparaty torpedowe kalibru 533 mm, w osi symetrii kadłuba. Uzbrojenie przeciwpodwodne było słabe i stanowiło je tylko sześć bomb głębinowych w trzech zrzutniach na rufie . 
21 czerwca 1940, podobnie jak na innych brytyjskich niszczycielach, zamieniono na nim drugi poczwórny aparat torpedowy na działo przeciwlotnicze 76 mm. W tym czasie też powiększono kąty ostrzału w poziomie działek 40 mm i wzmocniono uzbrojenie przeciwpodwodne do 2 miotaczy i 1 zrzutni bomb głębinowych z 30–40 bombami 
(salwa z 5 bomb) .

## Służba
„Acheron” wszedł do służby 12 października 1931 we Flocie Atlantyckiej, początkowo służąc do celów doświadczalnych. Kilkakrotnie w toku służby przechodził remonty i modyfikacje. 29 sierpnia 1932 przydzielono go do 3. Flotylli Niszczycieli (ang. 3rd Destroyer Flotilla) na Morzu Śródziemnym. W czerwcu 1936 powrócił do Wielkiej Brytanii w celu prób mocy maksymalnej siłowni oraz remontu, trwającego od 17 lipca 1936. 8 lutego 1937 „Acheron” wszedł do służby w lokalnej flotylli w Portsmouth jako okręt przydzielony do szkoły HMS „Vernon”, zamiast HMS „Ambuscade”. W czerwcu-lipcu 1937 zamontowano mu w Rosyth hydrolokator Asdic. 1 listopada 1937 „Acheron” miał kolizję z barką w Portsmouth, po czym był tam naprawiany do 6 grudnia. Był następnie przydzielony do bazy w Portsmouth, a od marca do grudnia 1938 przeszedł tam ponowny remont turbin. W 1939 roku został ponownie szkolnym okrętem artyleryjskim we flotylli „Vernon” (zamiast HMS „Windsor”).
W chwili wybuchu II wojny światowej, „Acheron” znajdował się w remoncie w Portsmouth. Działał następnie na kanale La Manche w składzie 18. Flotylli Niszczycieli Dowództwa Portsmouth. Po kolejnym remoncie siłowni w Portsmouth od 12 grudnia 1940 do 23 marca 1940, przydzielono go do 16. Flotylli Niszczycieli Dowództwa Portsmouth. Brał udział w eskorcie konwojów przybrzeżnych i ruchów floty między Wielką Brytanią a Norwegią. W czerwcu wchodził w skład 22. Flotylli Niszczycieli Dowództwa Portsmouth.
20 lipca 1940 niszczyciel był celem nalotu bombowców 10 mil morskich na południe od Przylądka św. Katarzyny (wyspa Wight) i został uszkodzony 9 bliskimi wybuchami bomb. Od 6 sierpnia 1940 był remontowany w Portsmouth, lecz 24 sierpnia został tam uszkodzony podczas nalotu trafieniem bomby w rufę (2 zabitych i 3 rannych). Remont ukończono 2 grudnia 1940, po czym „Acheron” powrócił do służby w roli szkolnego okrętu artyleryjskiego. Jego uszkodzone rufowe działo (na pozycji Y) zamieniono na działo z niszczyciela HMS „Boadicea”. Już jednak 17 grudnia 1940, podczas prób po remoncie, „Acheron” wszedł na minę koło wyspy Wight, odłamał mu się dziób i okręt szybko zatonął w rejonie pozycji 50°31′N 1°31′W/50,516667 -1,516667. Zginęło 161 marynarzy i 6 oficerów z dowódcą J. Wilsonem, uratowano tylko 19 osób, w tym 3 pracowników stoczniowych (na pokładzie było ponadto 25 pracowników stoczniowych).  

### Dowódcy
- styczeń 1939 – grudzień 1940: Lt.Cdr. (kmdr ppor.) Ralph William Frank Northcott
- grudzień 1940 – 17. 12. 1940†: Lt. (kpt. mar.) John Rees Wilson

Źródło: